# Ludewa (huyện)
Ludewa là một huyện thuộc vùng Iringa, Tanzania. Thủ phủ của huyện Ludewa đóng tại Ludewa. Huyện Ludewa có diện tích 5597 ki lô mét vuông. Đến thời điểm điều tra dân số ngày 25 tháng 8 năm 2002, huyện Ludewa có dân số 128155 người.